# Bärbel Bohley
Bärbel Bohley (Berlino, 24 maggio 1945 – Berlino, 11 settembre 2010) è stata un'attivista e pittrice tedesca.
Impegnata nel riconoscimento dei diritti civili nella Germania Est, è nota per essere stata la co-fondatrice del Nuovo Forum nella RDT. 

## Biografia
Divenne pittrice professionale nel 1974, e nel 1976 vinse come premio in un concorso un viaggio di due settimane in Russia, viaggio da cui tornò scioccata e critica verso la politica comunista. Nel 1982 fondò l'associazione pacifista politicamente indipendente "Frauen für den Frieden" (Donne per la pace), ma l'anno successivo l'associazione fu chiusa e lei fu incarcerata per presunto spionaggio. Liberata in seguito a forti proteste internazionali, fu comunque messa sotto stretta sorveglianza dalla Stasi, le fu ritirato il passaporto e le fu vietato di commerciare con le sue opere o di esporle in mostre o fiere.
Nel 1985 fondò "Initiative für Frieden und Menschenrechte" (Iniziativa per la pace e le libertà civili"). Nel 1988, dopo una dimostrazione fu nuovamente arrestata e le fu offerto il passaporto e la possibilità di andare in Inghilterra, ma 6 mesi dopo decise di rientrare in patria. Un anno dopo prese parte alla fondazione del movimento d'opposizione Nuovo Forum, che contribuì alla dissoluzione della Germania Est.  Dopo la caduta del muro di Berlino manifestò più volte critiche verso le modalità dell'unificazione. Trasferitasi in Croazia per seguire il secondo marito nel 1996, fece ritorno a Berlino nel 2008, e qui morì di cancro ai polmoni nel 2010.
Nel 2009 le era stato conferito il Premio Quadriga.